# Charaxes subalbescens
Charaxes subalbescens är en fjärilsart som beskrevs av Hall 1930. Charaxes subalbescens ingår i släktet Charaxes och familjen praktfjärilar. Inga underarter finns listade i Catalogue of Life.